# Live/1975-85
Live/1975–85 es el primer álbum en directo del músico estadounidense Bruce Springsteen, publicado por la compañía discográfica Columbia Records en noviembre de 1986. El álbum incluyó cuarenta temas en directo grabados en conciertos entre 1975 y 1985. Fue publicado como caja recopilatoria con cinco discos de vinilo en su edición de vinilo, tres casetes o tres CD, o en una edición limitada de tres cartuchos de 8 pistas.

## Historia
La larga espera por un álbum en directo de Springsteen generó pedidos por adelantado de Live 1975-85 de más de un millón y medio de copias, convirtiéndolo en el mayor pedido por anticipado de la industria discográfica hasta el momento. La demanda de Live 1975-85 provocó largas colas en las tiendas de discos la mañana de su publicación, lo cual llevó al álbum al primer puesto de la lista Billboard 200. Fue también el primer set de cinco discos en alcanzar el top 10 y en vender más de un millón de copias.
Dada la reputación de Springsteen como intérprete en directo y el largo volumen de canciones de la caja recopilatoria, la gran mayoría de críticos recibieron el álbum con buenas reseñas. Sin embargo, algunos periodistas lamentaron la omisión de otras canciones como «Prove It All Night» o una versión en directo del tema de John Fogerty «Who'll Stop the Rain», entre otros. Otra queja fue que varias de las canciones inéditas, como «The Fever», fueron desplazadas en favor de temas recientes como «Darlington County».
Live/1975-85 se convirtió en el segundo álbum con mejores ventas en los Estados Unidos basado en las certificaciones de la RIAA. La asociación certificó el álbum como disco de platino en trece ocasiones, solo por detrás del álbum de Garth Brooks Double Live, lo cual reflejó la práctica de RIAA de contabilizar cada disco en una caja como una unidad individual. Debido a ello, el álbum ha vendido en torno a los cuatro millones de copias en los Estados Unidos, por detrás de Unplugged de Eric Clapton o Frampton Comes Alive! de Peter Frampton.
Columbia extrajo dos sencillos de Live/1975-85: «War», una versión de Edwin Starr, que alcanzó el puesto ocho en la lista Billboard Hot 100, y «Fire», una composición de Springsteen versionada por The Pointer Sisters en 1979, que llegó al puesto 46. La posición de «Fire» rompió una racha de seis sencillos consecutivos en lograr un top 10 en los Estados Unidos. Dos temas no incluidos en el álbum, «Incident on 57th Street», grabado en el Nassau Coliseum en diciembre de 1980, y «For You», del concierto en el Roxy Theatre en julio de 1978, fueron publicados como caras B de ambos sencillos y en una edición limitada japonesa titulada Live Collection. El video musical de «War» incluye imágenes del concierto donde se grabó, mientras que el video de «Fire» incluyó una interpretación acústica inédita en el concierto Bridge School Benefit de 1986.

## Lista de canciones
Todas las canciones escritas y compuestas por Bruce Springsteen excepto donde se anota. 
| Cara 1 |                                                                               |          |  |
| N.º    | Título                                                                        | Duración |  |
| 1.     | «Thunder Road» (The Roxy Theatre, 18 de octubre de 1975)                      | 5:46     |  |
| 2.     | «Adam Raised a Cain» (The Roxy Theatre, 7 de julio de 1978)                   | 5:26     |  |
| 3.     | «Spirit in the Night» (The Roxy Theatre, 7 de julio de 1978)                  | 6:25     |  |
| 4.     | «4th of July, Asbury Park (Sandy)» (Nassau Coliseum, 31 de diciembre de 1980) | 6:34     |  |

| Cara 2 |                                                                              |          |  |
| N.º    | Título                                                                       | Duración |  |
| 1.     | «Paradise by the "C"» (The Roxy Theatre, 7 de julio de 1978)                 | 3:54     |  |
| 2.     | «Fire» (Winterland, 16 de diciembre de 1978)                                 | 2:51     |  |
| 3.     | «Growin' Up» (The Roxy Theatre, 7 de julio de 1978)                          | 7:58     |  |
| 4.     | «It's Hard to Be a Saint in the City» (The Roxy Theatre, 7 de julio de 1978) | 4:39     |  |

| Cara 3 |                                                                      |                                             |          |  |
| N.º    | Título                                                               | Escritor(es)                                | Duración |  |
| 1.     | «Backstreets» (The Roxy Theatre, 7 de julio de 1978)                 |                                             | 7:35     |  |
| 2.     | «Rosalita (Come Out Tonight)» (The Roxy Theatre, 7 de julio de 1978) |                                             | 10:00    |  |
| 3.     | «Raise Your Hand» (The Roxy Theatre, 7 de julio de 1978)             | Steve Cropper, Eddie Floyd, Alvertis Isbell | 5:01     |  |

| Cara 4 |                                                                                        |          |  |
| N.º    | Título                                                                                 | Duración |  |
| 1.     | «Hungry Heart» (Nassau Coliseum, 28 de diciembre de 1980)                              | 4:30     |  |
| 2.     | «Two Hearts» (Nassau Coliseum, 28 de diciembre de 1980)                                | 3:06     |  |
| 3.     | «Cadillac Ranch» (Meadowlands Arena, 6 de julio de 1981)                               | 4:52     |  |
| 4.     | «You Can Look (But You Better Don't Touch)» (Nassau Coliseum, 29 de diciembre de 1980) | 3:58     |  |
| 5.     | «Independence Day» (Meadowlands Arena, 6 de julio de 1981)                             | 5:08     |  |

| Cara 5 |                                                                           |                                |          |  |
| N.º    | Título                                                                    | Escritor(es)                   | Duración |  |
| 1.     | «Badlands» (Arizona State University, 5 de noviembre de 1980)             |                                | 5:17     |  |
| 2.     | «Because the Night» (Nassau Coliseum, 28 de diciembre de 1980)            | Bruce Springsteen, Patti Smith | 5:19     |  |
| 3.     | «Candy's Room» (Meadowlands Arena, 8 de julio de 1981)                    |                                | 3:19     |  |
| 4.     | «Darkness on the Edge of Town» (Nassau Coliseum, 29 de diciembre de 1980) |                                | 4:19     |  |
| 5.     | «Racing in the Street» (Meadowlands Arena, 6 de julio de 1981)            |                                | 8:12     |  |

| Cara 6 |                                                                     |               |          |  |
| N.º    | Título                                                              | Escritor(es)  | Duración |  |
| 1.     | «This Land is Your Land» (Nassau Coliseum, 28 de diciembre de 1980) | Woody Guthrie | 4:21     |  |
| 2.     | «Nebraska» (Meadowlands Arena, 6 de agosto de 1984)                 |               | 4:18     |  |
| 3.     | «Johnny 99» (Giants Stadium, 19 de agosto de 1985)                  |               | 4:24     |  |
| 4.     | «Reason to Believe» (Meadowlands Arena, 19 de agosto de 1984)       |               | 5:19     |  |

| Cara 7 |                                                                       |          |  |
| N.º    | Título                                                                | Duración |  |
| 1.     | «Born in the U.S.A.» (Los Angeles Coliseum, 30 de septiembre de 1985) | 6:10     |  |
| 2.     | «Seeds» (Los Angeles Coliseum, 30 de septiembre de 1985)              | 5:14     |  |
| 3.     | «The River» (Los Angeles Coliseum, 30 de septiembre de 1985)          | 11:42    |  |

| Cara 8 |                                                                      |                                  |          |  |
| N.º    | Título                                                               | Escritor(es)                     | Duración |  |
| 1.     | «War» (Los Angeles Coliseum, 30 de septiembre de 1985)               | Barrett Strong, Norman Whitfield | 4:53     |  |
| 2.     | «Darlington County» (Los Angeles Coliseum, 30 de septiembre de 1985) |                                  | 5:12     |  |
| 3.     | «Working on the Highway» (Giants Stadium, 19 de agosto de 1985)      |                                  | 4:04     |  |
| 4.     | «The Promised Land» (Los Angeles Coliseum, 30 de septiembre de 1985) |                                  | 5:36     |  |

| Cara 9 |                                                                |          |  |
| N.º    | Título                                                         | Duración |  |
| 1.     | «Cover Me» (Los Angeles Coliseum, 30 de septiembre de 1985)    | 6:57     |  |
| 2.     | «I'm on Fire» (Giants Stadium, 19 de agosto de 1985)           | 4:26     |  |
| 3.     | «Bobby Jean» (Giants Stadium, 21 de agosto de 1985)            | 4:30     |  |
| 4.     | «My Hometown» (Los Angeles Coliseum, 30 de septiembre de 1985) | 5:13     |  |

| Cara 10 |                                                                     |              |          |  |
| N.º     | Título                                                              | Escritor(es) | Duración |  |
| 1.      | «Born to Run» (Giants Stadium, 19 de agosto de 1985)                |              | 5:03     |  |
| 2.      | «No Surender» (Meadowlands Arena, 6 de agosto de 1984)              |              | 4:41     |  |
| 3.      | «Tenth Avenue Freeze-Out» (Meadowlands Arena, 20 de agosto de 1984) |              | 4:21     |  |
| 4.      | «Jersey Girl» (Meadowlands Arena, 9 de julio de 1981)               | Tom Waits    | 6:30     |  |

## Personal
| Músicos - Bruce Springsteen: voz, guitarra y armónica. - The E Street Band - Roy Bittan: piano, sintetizador y coros. - Clarence Clemons: saxofón, percusión y coros. - Danny Federici: órgano, glockenspiel, teclados y coros. - Nils Lofgren: guitarra y coros. - Patti Scialfa: sintetizador y coros. - Steve Van Zandt: guitarra y coros. - Max Weinberg: batería. - Flo and Eddie: coros en «Hungry Heart». - The Miami Horns: sección de vientos en «Tenth Avenue Freeze-Out». - Stan Harrison: saxofón tenor - Eddie Manion: saxofón barítono - Mark Pender trompeta - Richie "La Bamba" Rosenberg: trombón | Equipo técnico - Chuck Plotkin: producción musical - Bruce Jackson: ingeniero de sonido - Toby Scott: ingeniero de sonido. |

## Posición en listas
| Año  | País                | Lista                       | Posición |
| ---- | ------------------- | --------------------------- | -------- |
| 1986 | Alemania Occidental | Media Control Albums Charts | 72       |
| 1986 | Australia           | ARIA Albums Charts          | 11       |
| 1986 | Canadá              | RPM Albums Chart            | 3        |
| 1986 | Estados Unidos      | Billboard 200               | 1        |
| 1986 | Irlanda             | Irish Albums Chart          | 42       |
| 1986 | Noruega             | VG-lista Albums Chart       | 3        |
| 1986 | Nueva Zelanda       | New Zealand Top 40 Albums   | 8        |
| 1986 | Países Bajos        | Mega Album Top 100          | 1        |
| 1986 | Reino Unido         | UK Album Chart              | 4        |
| 1986 | Suecia              | Albums Top 60               | 2        |

| Año  | Sencillo | Lista                     | Posición más alta |
| ---- | -------- | ------------------------- | ----------------- |
| 1986 | «War»    | Billboard Mainstream Rock | 4                 |
| 1986 | «War»    | Billboard Hot 100         | 8                 |
| 1986 | «War»    | RPM Singles Chart         | 11                |
| 1986 | «War»    | ARIA Singles Chart        | 38                |
| 1987 | «Fire»   | Billboard Mainstream Rock | 14                |
| 1987 | «Fire»   | Billboard Hot 100         | 46                |
| 1987 | «Fire»   | RPM Singles Chart         | 42                |
| 1987 | «Fire»   | ARIA Singles Chart        | 82                |